# レッドブル・RB14
レッドブル・RB14 (Red Bull RB14) は、レッドブル・レーシングが2018年のF1世界選手権参戦用に開発したフォーミュラ1カーである。

## 概要
2018年2月19日に特別カラーリングで初公開され、同日にシルバーストン・サーキットでシェイクダウンを実施した。本年もチーフテクニカルオフィサーのエイドリアン・ニューウェイが開発に携わっている。
前年のRB13で風洞との相関関係に問題が発生し、さらにルノー製パワーユニット(PU)の信頼性の問題でプレシーズンテストを満足に走れない事態となったため、新車発表は例年より早めに行われた。
フェラーリ・SF70Hに似た形状のサイドポッドを採用し、バージボード周りの処理はかなり複雑なものとなっている。第5戦スペインGPからバージボード周りにさらなるアップデートが施された。
6月19日にレッドブルとホンダとの間で2019年から2年間のPU供給契約を締結したことを正式に発表、これによりレッドブルにとって最後のルノー製PU搭載車となる。

## 2018年シーズン
ドライバーはダニエル・リカルドとマックス・フェルスタッペンの両者とも残留。
プレシーズンテストは前年と比べれば改善していたものの、度々トラブルに見舞われ、快調とは言えないままテストを終えた。
開幕戦オーストラリアGPはダブル入賞を果たし、まずまずのスタートを切ったかと思われたが、全体的に好不調の激しいシーズンとなった。特にリカルドはマシントラブルに泣かされることとなり、フェルスタッペンも幾度か荒い運転が目立つこととなった。第2戦バーレーンGPでは決勝でダブルリタイア。第3戦中国GPでは、リカルドがフリー走行中にそれに見舞われながら決勝で逆転勝利を飾るが、フェルスタッペンは接触事故を起こし表彰台のチャンスを水泡に帰してしまった。第4戦アゼルバイジャンGPでは両者が激しい攻防を演じた末、同士討ちでダブルリタイアとなってしまった。第5戦スペインGPから調子が安定し、レッドブル参戦250戦目となる第6戦モナコGPでは、リカルドが予選で快走しリカルドのキャリアとして2度目のポールポジションを獲得。だが、決勝でPUのトラブルが発生、そんな状況で1位を死守かつ自身初のポール・トゥ・ウィンを達成し、2年前の雪辱を果たした。逆にフェルスタッペンはフリー走行でクラッシュしてしまい、その影響で最後尾スタート。決勝では驚異的な追い上げを見せたが、7位の順位争いから抜け出すことができず、9位入賞に終わった。ここまで不安定な走りが目立ったフェルスタッペンだったが、第7戦カナダGPで3位、第8戦フランスGPで2位と表彰台を続けて獲得。そして、チームのホームグランプリでもある第9戦オーストリアGPではリカルドがリタイアに追い込まれるものの、フェルスタッペンがレース中盤に首位に立ちそのままフィニッシュ。シーズン初勝利を飾り、汚名返上を果たした。しかしその後はトップ2から引き離されるレースが続く。
そんな中で迎えた終盤戦、第19戦メキシコGPでリカルドがポールポジションを獲得かつフロントローを独占。決勝はフェルスタッペンが2勝目を挙げるが、リカルドはパワーユニットのトラブルでリタイアに追い込まれた。このリタイアの際にマーシャルが消火器を使い、その消火剤によってターボチャージャーにダメージが生じたことで、新たなターボチャージャーを投入せざるを得ず、リカルドは次の第20戦ブラジルGPで5グリッド降格という不運も味わった。同GPはフェルスタッペンがフェラーリ勢やバルテリ・ボッタスをオーバーテイクしたり、タイヤ交換作戦を的中させてトップに立ったが、周回遅れのエステバン・オコンとの接触でハミルトンに抜かれて優勝を逃した。それでも日本GPからメキシコGPでの優勝を含めて5戦連続表彰台に上り、僅差でボッタスを抜いてランキング4位となった。
コンストラクターズ3位を確保したものの、マシンの接触でリタイアとなったGPを除けば、リカルドのマシンの方にPU系のトラブルが集中。フェルスタッペンが実質ハンガリーGPのみだったのに対し、リカルドの方はそれが原因の決勝リタイアが6回、他にも完走したGPのうち4戦でトラブルに遭遇するなど、メキシコGP後にはリカルドが来季自身の後任となる事が決まっているピエール・ガスリーに残る2戦のシートを譲る話を持ち出したほど、両者のマシンには不思議なぐらい信頼性に差が生じた。ただ総獲得ポイントは前年を上回り、トップ2との差はある程度縮小した。

## スペック

### シャシー
- シャシー名：RB14
- シャシー構造：カーボンファイバー/ハニカムコンポジット複合構造モノコック、タグ・ホイヤー（ルノー）V6エンジン搭載（ストレスメンバー）
- ギアボックス：縦置き8速＋リバース1速 油圧式パワーシフト&クラッチ･オペレーション
- ホイール：O・Z
- タイヤ：ピレリ
- サスペンション：アルミニウム合金製アップライト、カーボンファイバー製ダブルウィッシュボーン、プッシュロッド（フロント）/プルロッド（リア）式トーションバー&アンチロールバー
- ブレーキキャリパー：ブレンボ
- ブレーキディスク・パッド：ブレンボカーボンファイバー製ディスクブレーキ
- エレクトロニクス：MES スタンダードECU
- 燃料：エクソンモービル
- 重量：冷却水、潤滑油、ドライバーを含めて728kg

### エンジン
- エンジン名：タグ・ホイヤー（ルノー R.E.18）
- 気筒数・角度：V型6気筒・90度
- 排気量：1,600cc
- 最高回転数：15,000rpm(レギュレーションで規定)
- バルブ数：24
- 重量：145kg
- 潤滑油：エクソンモービル

## 記録
| 年   | No. | ドライバー       | 1   | 2   | 3   | 4   | 5   | 6   | 7   | 8   | 9   | 10  | 11  | 12  | 13  | 14  | 15  | 16  | 17  | 18  | 19  | 20  | 21  | ポイント | ランキング |
| 年   | No. | ドライバー       | AUS | BHR | CHN | AZE | ESP | MON | CAN | FRA | AUT | GBR | GER | HUN | BEL | ITA | SIN | RUS | JPN | USA | MEX | BRA | ABU | ポイント | ランキング |
| ---- | --- | ---------------- | --- | --- | --- | --- | --- | --- | --- | --- | --- | --- | --- | --- | --- | --- | --- | --- | --- | --- | --- | --- | --- | -------- | ---------- |
| 2018 | 3   | リカルド         | 4   | Ret | 1   | Ret | 5   | 1   | 4   | 4   | Ret | 5   | Ret | 4   | Ret | Ret | 6   | 6   | 4   | Ret | Ret | 4   | 4   | 417      | 3位        |
| 2018 | 33  | フェルスタッペン | 6   | Ret | 5   | Ret | 3   | 9   | 3   | 2   | 1   | 15† | 5   | Ret | 3   | 5   | 2   | 5   | 3   | 2   | 1   | 2   | 3   | 417      | 3位        |

- 太字はポールポジション、斜字はファステストラップ（key）
- † 印はリタイアだが、90%以上の距離を走行したため規定により完走扱い。